# Łukasz Garguła
Łukasz Garguła (Żagań, 25 februari 1981) is een Pools voetballer.

## Clubcarrière
Garguła begon zijn loopbaan als middenvelder bij Polar Wrocław. Hierna speelde hij zeven seizoenen voor GKS Bełchatów. Begin 2009 ging hij naar Wisła Kraków.

## Interlandcarrière
Sinds 2006 speelde hij 16 keer voor Polen en behoorde tot de selectie voor Euro 2008. Garguła scoorde een keer voor Polen: op 2 september 2006 in de EK-kwalificatiewedstrijd in Bydgoszcz tegen Finland (1-3).